# Mine de Kalukundi
La mine de Kalukundi, est une mine à ciel ouvert de cuivre et de cobalt située dans la province de Katanga en République démocratique du Congo.